# Sjoukje Dijkstra
Sjoukje Rosalinde Dijkstra (Akkrum, 28 de janeiro de 1942 – Someren, 2 de maio de 2024) foi uma patinadora artística neerlandesa. Ela conquistou duas medalhas olímpicas, uma de ouro em 1964 e uma de prata em 1960. Ela é filha do patinador de velocidade Lou Dijkstra.

## Morte
Dijkstra morreu em 2 de maio de 2024, aos 82 anos, em Someren.

## Principais resultados
| Resultados                                            | Resultados        | Resultados       | Resultados        | Resultados       | Resultados       | Resultados        | Resultados       | Resultados      | Resultados      | Resultados      | Resultados      | Resultados    |
| Internacional                                         | Internacional     | Internacional    | Internacional     | Internacional    | Internacional    | Internacional     | Internacional    | Internacional   | Internacional   | Internacional   | Internacional   | Internacional |
| Evento/Temporada                                      | 1953– 1954        | 1954– 1955       | 1955– 1956        | 1956– 1957       | 1957– 1958       | 1958– 1959        | 1959– 1960       | 1960– 1961      | 1961– 1962      | 1962– 1963      | 1963– 1964      |               |
| ----------------------------------------------------- | ----------------- | ---------------- | ----------------- | ---------------- | ---------------- | ----------------- | ---------------- | --------------- | --------------- | --------------- | --------------- | ------------- |
| Jogos Olímpicos                                       |                   |                  | 12.ª              |                  |                  |                   | Medalha de prata |                 |                 |                 | Medalha de ouro |               |
| Campeonato Mundial                                    |                   | 21.ª             | 16.ª              | 12.ª             | 16.ª             | Medalha de bronze | Medalha de prata |                 | Medalha de ouro | Medalha de ouro | Medalha de ouro |               |
| Campeonato Europeu                                    | 19.ª              |                  | 7.ª               |                  | 6.ª              | Medalha de prata  | Medalha de ouro  | Medalha de ouro | Medalha de ouro | Medalha de ouro | Medalha de ouro |               |
| Richmond Trophy                                       |                   | Medalha de prata | Medalha de bronze | Medalha de ouro  | Medalha de ouro  | Medalha de ouro   |                  |                 |                 |                 |                 |               |
| Nacional                                              |                   |                  |                   |                  |                  |                   |                  |                 |                 |                 |                 |               |
| Campeonato Neerlandês                                 | Medalha de bronze | Medalha de prata | Medalha de prata  | Medalha de prata | Medalha de prata | Medalha de ouro   | Medalha de ouro  | Medalha de ouro | Medalha de ouro | Medalha de ouro | Medalha de ouro |               |
|                                                       |                   |                  |                   |                  |                  |                   |                  |                 |                 |                 |                 |               |
| Legenda: Competição não foi disputada nesta temporada |                   |                  |                   |                  |                  |                   |                  |                 |                 |                 |                 |               |